# گورال دم‌دراز
گورال دم‌دراز (نام علمی: Naemorhedus caudatus) نام یک گونه از زیرخانواده بزسانان است.